# Puchar Ligi Niemieckiej w piłce nożnej
Puchar Ligi Niemieckiej (niem. Deutscher Fußball Bund Ligapokal) – cykliczne rozgrywki piłkarskie, przeprowadzane systemem pucharowym, organizowane z przerwami corocznie (co sezon) w latach 1972–2007 przez Niemiecki Związek Piłki Nożnej (DFB) dla niemieckich, męskich, profesjonalnych drużyn klubowych z Bundesligi.

## Historia
Po raz pierwszy Puchar Ligi był rozgrywany jako wyjątkowe wydarzenie w 1972 roku, ponieważ Igrzyska Olimpijskie w Monachium spowodowały przełożenie rozpoczęcia sezonu regularnego. Jednak potem rozgrywki nie były kontynuowane. Między 1987 a 1996 odbywał się jeden mecz pomiędzy mistrzem Niemiec i zdobywcą Pucharu Niemiec, który nosił nazwę Superpuchar Niemiec i był podobny do angielskiej Tarczy Wspólnoty. Od 1986 roku istniały również rozgrywki z udziałem czterech innych dużych klubów, które nie zakwalifikowały się do Superpucharu, o nazwie Fuji-Cup.
W 1997 roku Puchar Ligi został odrodzony z udziałem sześciu drużyn, pięciu najlepszych drużyn z Bundesligi oraz zdobywcy Pucharu Niemiec. W 2008 roku z powodu Euro 2008 turnieju nie rozegrano. Podobnie, jak w roku 2009. W następnym 2010 roku powrócono do Superpucharu.

## Format
Format rozgrywek był wiele razy zmieniany. W rozgrywkach uczestniczyli kluby występujące w Bundeslidze. Wszystkie rywalizacje od rundy pierwszej do finału rozgrywane były w jednym meczu, jedynie w pierwszej edycji zespoły grały mecz i rewanż najpierw w grupach, a potem w ćwierćfinale i półfinale. Zwycięzca kwalifikował się do dalszych gier, a pokonany odpadał z rywalizacji. W wypadku kiedy w regulaminowym czasie gry padł remis, dyktowane były rzuty karne. Od sezonu 1997 w rozgrywkach brali udział sześć drużyn (pięć najlepszych drużyn z Bundesligi oraz zdobywca Pucharu Niemiec). Jeśli zdobywca pucharu był tym samym, co którykolwiek z pięciu najlepszych graczy w lidze, drużyna zajmująca 6. miejsce miała prawo do udziału. Mistrz i zdobywca pucharu (lub wicemistrz) zaczynali rywalizację od półfinałów, a czterech innych startowali w ćwierćfinale. W ostatniej edycji 2007 wzięły w niej udział cztery najlepsze drużyny z Bundesligi, zdobywca Pucharu Niemiec oraz zwycięzca 2. Bundesligi.

## Zwycięzcy i finaliści
| Sezon                                         | K | K | T | Zwycięzca        | Wynik | Finalista                | Data, miejsce                                            | Br. | Król strzelców                                              | Uwagi                       |
| Puchar Ligi Niemieckiej (niem. DFB-Ligapokal) |   |   |   |                  |       |                          |                                                          |     |                                                             |                             |
| 1972/73                                       |   |   | 1 | Hamburger SV     | 4:0   | Borussia Mönchengladbach | 6.06.1973, Volksparkstadion, Hamburg, 30.000             |     |                                                             | 32 kluby w 8gr.+ faza puch. |
| 1974–1996                                     |   |   |   |                  |       |                          |                                                          |     |                                                             | nie rozgrywano              |
| 1997                                          |   |   | 1 | Bayern Monachium | 2:0   | VfB Stuttgart            | 26.07.1997, Ulrich-Haberland-Stadion, Leverkusen, 15.000 | 2   | Giovane Élber                                               | 6 klubów, 3 rundy           |
| 1998                                          |   |   | 2 | Bayern Monachium | 4:0   | VfB Stuttgart            | 8.08.1999, BayArena, Leverkusen, 14.000                  | 3   | Giovane Élber                                               | 6 klubów, 3 rundy           |
| 1999                                          |   |   | 3 | Bayern Monachium | 2:1   | Werder Brema             | 17.07.1999, BayArena, Leverkusen, 13.000                 | 2   | Ulf Kirsten, Sören Seidel                                   | 6 klubów, 3 rundy           |
| 2000                                          |   |   | 4 | Bayern Monachium | 5:1   | Hertha BSC               | 5.08.2000, BayArena, Leverkusen, 12.500                  | 3   | Alexander Zickler                                           | 6 klubów, 3 rundy           |
| 2001                                          |   |   | 1 | Hertha BSC       | 4:1   | FC Schalke 04            | 21.07.2001, Carl-Benz-Stadion, Mannheim, 10.000          | 2   | Victor Agali, Marcelinho                                    | 6 klubów, 3 rundy           |
| 2002                                          |   |   | 2 | Hertha BSC       | 4:1   | FC Schalke 04            | 1.08.2002, Ruhrstadion, Bochum, 11.200                   | 3   | Alex Alves, Marcelinho                                      | 6 klubów, 3 rundy           |
| 2003                                          |   |   | 2 | Hamburger SV     | 4:2   | Borussia Dortmund        | 28.07.2003, Bruchwegstadion, Moguncja, 16.700            | 2   | Márcio Amoroso, Michael Ballack, Jan Koller, Bernardo Romeo | 6 klubów, 3 rundy           |
| 2004                                          |   |   | 5 | Bayern Monachium | 3:2   | Werder Brema             | 2.08.2004, Bruchwegstadion, Moguncja, 13.500             | 2   | Michael Ballack, Cacau, Sebastian Deisler, Ivan Klasnić     | 6 klubów, 3 rundy           |
| Puchar Ligi Niemieckiej (niem. DFL-Ligapokal) |   |   |   |                  |       |                          |                                                          |     |                                                             |                             |
| 2005                                          |   |   | 1 | FC Schalke 04    | 1:0   | VfB Stuttgart            | 2.08.2005, Zentralstadion, Lipsk, 40.500                 | 1   | 8 piłkarzy                                                  | 6 klubów, 3 rundy           |
| 2006                                          |   |   | 1 | Werder Brema     | 2:0   | Bayern Monachium         | 5.08.2006, Zentralstadion, Lipsk, 41.300                 | 2   | Ivan Klasnić                                                | 6 klubów, 3 rundy           |
| 2007                                          |   |   | 6 | Bayern Monachium | 1:0   | FC Schalke 04            | 28.07.2007, Zentralstadion, Lipsk, 43.500                | 3   | Franck Ribéry                                               | 6 klubów, 3 rundy           |

Uwagi:

- wytłuszczono i kursywą oznaczone zespoły, które w tym samym roku wywalczyły mistrzostwo i Puchar kraju (dublet),
- wytłuszczono zespoły, które zdobyły mistrzostwo kraju,
- kursywą oznaczone zespoły, które zdobyły Puchar kraju.

## Statystyka

### Klasyfikacja według klubów
W dotychczasowej historii finałów o Puchar Ligi Niemieckiej na podium oficjalnie stawało w sumie 8 drużyn. Liderem klasyfikacji jest Bayern Monachium, który zdobył trofeum 6 razy.
Stan na 11.04.2023 
| Lp. | Klub                     | Zdobywca | Finalista        | Zwycięskie sezony | Przegrane finały |   |   |                                    |      |
| --- | ------------------------ | -------- | ---------------- | ----------------- | ---------------- | - | - | ---------------------------------- | ---- |
| Lp. | Klub                     | 1.       | Bayern Monachium | Zwycięskie sezony | Przegrane finały | 6 | 1 | 1997, 1998, 1999, 2000, 2004, 2007 | 2006 |
| 2.  | Hertha BSC               | 2        | 1                | 2001, 2002        | 2000             |   |   |                                    |      |
| 3.  | Hamburger SV             | 2        | 0                | 1972/73, 2003     |                  |   |   |                                    |      |
| 4.  | FC Schalke 04            | 1        | 3                | 2005              | 2001, 2002, 2007 |   |   |                                    |      |
| 5.  | Werder Brema             | 1        | 2                | 2006              | 1999, 2004       |   |   |                                    |      |
| 6.  | VfB Stuttgart            | 0        | 3                |                   | 1997, 1998, 2005 |   |   |                                    |      |
| 7.  | Borussia Mönchengladbach | 0        | 1                |                   | 1972/73          |   |   |                                    |      |
| 7.  | Borussia Dortmund        | 0        | 1                |                   | 2003             |   |   |                                    |      |

### Klasyfikacja według miast
Stan na 11.04.2023 
| Miasto        | Liczba tytułów | Kluby                |
| ------------- | -------------- | -------------------- |
| Monachium     | 6              | Bayern Monachium (6) |
| Berlin        | 2              | Hertha BSC (2)       |
| Hamburg       | 2              | Hamburger SV (2)     |
| Brema         | 1              | Werder Brema (1)     |
| Gelsenkirchen | 1              | FC Schalke 04 (1)    |